# 相原一夫
相原 一夫（あいはら かずお、本名：相原 幸典（あいはら ゆきのり）、1960年5月13日 - ）は、日本の俳優・脚本家・演出家・大学教授。

## 人物
中央大学法学部法律学科を4年で中退する。劇団樹間舎第1期生であり、主に文学座退団後の木村光一主宰「地人会」の舞台に出演する。
ニューヨークに留学後、独自の演劇メソッドを展開して、現在はエイベックスアーティストアカデミー東京校アクター講師を務める。
数々のアーティストや俳優を育てる。主な教え子にエイベックス系で、AAA（西島隆弘・宇野実彩子・浦田直也・日高光啓・與真司郎・末吉秀太・伊藤千晃）、若槻千夏、東原亜希、高山都、大石参月、Dream（現　E-girls Kana、Erie、Aya、Ami、Shizuka）、高杉さと美、元dreamの長谷部優、橘佳奈、青山玲子、湊あかね、丸高愛美、dream5（重本ことり）、その他、ホリプロのタレントスカウトキャラバンも何度かアクタートレーナーとして参加し、グランプリの緑友利恵、中別府葵、安田聖愛を教えていた。また、アーティストデビュー前のゆずのボーカル、北川悠仁も教え子であるとTwitterで発言している。最近では安斉かれん。

演出脚本としては相原幸典として活動し、03-ゴールデン劇場の主宰でもある。ワークショップを新宿村スタジオで行っている。現在はトゥービー有限会社に所属。梅光学院大学で文学部人文学科特任教授を務める。一般社団法人ひと・まち・ライフ・デザイン協会　代表理事

## 舞台
- 「ラヴ〜こころ甘さに飢えて」作/山田太一 演出/木村光一　於　三越劇場　（NHK芸術劇場にて放映）
- 「ハムレット」於　新宿紀伊國屋ホール
- 「12人の浮かれる男」劇団アトリエ
- 「耳無し法一」於　国立演芸場
- 「IT 男と女の嘘のつき方教えます」於　新宿紀伊國屋ホール
- 「エディット・ピアフ〜命、燃え尽きるまで」於　シアターコクーン（WOWOWにて放映）
- 「危機一髪」　於　新宿紀伊國屋ホール
- 「めいっぱいに夢いっぱい」於 本多劇場
- 「土曜日曜月曜」三越劇場
- 「マギーの決断」於　本多劇場
- 「お茶と同情」三越劇場プロデュース
- 「明るい郊外の店」於　新宿紀伊國屋ホール（NHK芸術劇場放映）
- 「ロミオとジュリエット」新宿サザンシアターこけら落とし（ティボルト役）
- 「カナリア」東京フォーラムこけら落とし（西条八束役）NHK芸術劇場放映
- 「旦那様は狩りにお出かけ」於　俳優座劇場
- 「調理場」アーノルド・ウエスカー作　新宿紀伊國屋ホール　（NHK芸術劇場放映）
- 「雁の寺」
- 「上月晃リサイタル エディットピアフ」シアターコクーン

他

## CM
- 東日本ハウス
- 七十七銀行
- ジョージア缶コーヒー
- ミスタードーナツ
- トヨタ
- エバラ焼肉のたれ
- 三井の漬物
- 他

## 映画
- オールナイトロング（1992年）
- ウルトラマンコスモス THE FIRST CONTACT（2001年）
- パチプロ浪花梁山泊(DVD)[1]

•  本気(Vシネマ)

## テレビ
- 太平記（1983年 NHKドラマ：一条行房役）
- 月曜ドラマランド
- のんき君
- こにくらじいさん
- とことんトシコ
- 野球狂の詩
- 女が会社を辞めるとき
- 女は度胸
- 意地悪ばあさん
- 結婚まで（NHK特別ドラマ）
- 銀河テレビ小説 北航路（NHK）
- ジャングル
- あぶない刑事
- スポーツランド (メインMC)
- 関ヶ原(TBS)
- 京都大原女の謎（土曜ワイド劇場）
- 取調室
- 月曜ミステリー劇場外科医・零子 ハートの記憶 （2001年10月22日）
- 素顔を取り戻した女（火曜サスペンス劇場）1993年9月21日[2]
- 柳生十兵衛[3]

## 作・演出
- 03-ゴールデン劇場作品全て（21作品）
  - 旗揚げ公演「少年は街をホワイトににじませて」 銀座みゆき館
  - 2回公演「スクリーン一杯の飛行機雲」 アトリエフォンティーヌ
  - 3回公演「悲しいからヒーロー」 銀座小劇場
  - 4回公演「僕は夢を見ない」 銀座小劇場
  - 5回公演「悲しいからヒーロー〜激情編」 銀座小劇場
  - 6回公演「夕日が背中をおしてくる」 萬スタジオ
  - 7回公演「きりとった空」 銀座小劇場
  - 8回公演「その角を曲がれば」 千本桜劇場
  - 9回公演「愛でなく、恋でなし〜きりとった空、改訂版」銀座小劇場
  - 特別ハイパーリンク公演 「ラストスクラム」〜ノーサイドのホイッスルが聞こえない 銀座小劇場
  - 10回公演「その角を曲がれば'99」 銀座小劇場
  - 11回公演「ラストスクラム'99」 千本桜ホール
  - 12回公演「黄昏を待たずに」 劇場MOMO
  - 13回公演「逢わずに愛して」 銀座みゆき館
  - 14回公演「1／24（24分の1）」 劇場MOMO
  - 15回公演「わすれはなび」 銀座みゆき館
  - 16回公演「さようならをもう一度」 銀座みゆき館
  - 17回公演「わすれはなび」 銀座みゆき館
  - 18回公演「1／24（24分の1）」 銀座みゆき館
  - 19回公演「ラストスクラム〜ノーサイドのホイッスルが聞こえない」 劇場MOMOニュース
  - 20回公演 「1/24」劇場MOMONewS
- エイベックス・アーティストアカデミー「ノーサイドのホイッスルが聞こえない」
- turning point
- IT'S A wonderfulworld
- AAA ファーストコンサートオープニング「時、いま、動き出す」
- avex life desigh lab 2015/11 SOFA劇場　コトバの雫
- avex life desigh lab 2015/12 SOFA劇場　コトバの雫vol.2
- avex life desigh lab 2016/2  SOFA劇場　コトバの雫vol.3

## 演出補
- 坂本冬美公演〜夜桜お七 明治座・新歌舞伎座
- 宮川大助・花子座長公演 名鉄ホール
- 瀬川瑛子座長公演 中日劇場
- 中村美律子座長公演 御園座
- 左とん平座長公演 名鉄ホール

## 著書
- 実践表現講座～演技の気持ち（2019年） 立案舎